# Teodor Sapiński
Teodor Ignacy Sapiński (ur. 9 listopada 1880 w Wieliczce, zm. 8 stycznia 1952 tamże) – polski kupiec,  urzędnik samorządowy i działacz społeczny, wiceburmistrz Wieliczki, jej radny w latach 1922–1930.

## Życiorys

### Wczesne lata
Teodor Ignacy Sapiński urodził się 9 listopada 1880 roku w Wieliczce. Był jednym z trzynaściorga dzieci Edmunda Sapińskiego (1841–1908), pracownika w kopalniach soli kolejno w Bochni i Wieliczce, na stanowisku starszego sztygara w kopalni wielickiej, który według przekazów rodzinnych „był zdolnym kreślarzem”, ale „nie stronił od kieliszka”; oraz Walerii Vetulani (1841–1908), która miała być „kobietą wesołą. Gdy dzieci nie rozrabiały śpiewała grając na fortepianie i gitarze, znała język włoski. To po niej dzieci odziedziczyły zdolności pianistyczne”. Rodzina Walerii Vetulani, wywodząca się z Toskanii, sprowadziła się do Polski w XVIII wieku. Dziadkiem Teodora Sapińskiego był Alojzy Vetulani (1801–1869), a jego drugimi kuzynami byli: Roman i Franciszek Vetulani.
Teodor Sapiński miał dwanaścioro rodzeństwa: Karolinę Antoninę (ur. 1866), Stefanię (1867–1953), Adama Feliksa Wojciecha (1869–1943), Michała (1871–1918), Edmunda (1872–1959), Marię (1874–1920), Klemensa (1876–1912), Marcelego (1879–1959), Helenę (1883–1915), Karola (1884–1934), Henryka (1888–1913).
Edmund senior i Waleria Sapińscy mieszkali wraz z dziećmi w parterowym domu służbowym obok szybu Daniłowicza w Wieliczce. Sytuacja finansowa nie pozwalała im na kształcenie dużej gromady potomków. Większość dzieci w młodym wieku skierowali na naukę rzemiosła: do ślusarni, sklepów.
Teodor Sapiński jako dwunastoletni chłopiec został oddany na praktykę do prywatnej firmy w Sosnowcu. Właściciel miał kilka sklepów, w których Teodor uczył się rzemiosła kupiecko–handlowego. Początkowo był chłopcem na posyłki, mieszkającym i będącym na utrzymaniu właściciela sieci sklepów. Potem był sprzedawcą sklepowym, a po odbyciu służby wojskowej pracował jako finansowy inspektor kontroli skarbowej. Według relacji swojego bratanka, Tadeusza Sapińskiego, „był przesadnie oszczędny, żył skromnie odmawiając sobie rozrywek. Już będąc chłopcem na posyłki gromadził pieniądze, odnosząc zakupione towary klientom dostawał tzw. odnośne”. W ocenie innych krewnych, opartej na opisie Tadeusza Sapińskiego, „można powiedzieć, że był to człowiek kreatywny i bardzo ambitny”.
W Sosnowcu Teodor Sapiński poznał swoją przyszłą żonę, Konstancję Orzechowską (1877–1932), wówczas bezdzietną, młodą wdowę. Ślub odbył się 6 czerwca 1911 w Kościele Mariackim w Krakowie.

### Własna działalność
Po piętnastu latach pracy w Sosnowcu, w 1914 roku kupił własny sklep towarów spożywczych i gospodarstwa domowego w Wieliczce, w Rynku Górnym (który wówczas nosił nazwę Placu Obrońców Pokoju). Sklep znajdował się w kamienicy rodziny Włodarczyków, po wschodniej stronie rynku.
W 1920 roku Teodor Sapiński, dzięki oszczędnościom własnym oraz majątkowi żony, która sprzedała dom z małym ogródkiem, zakupił od rodziny Samulskich ze Lwowa małą kamienicę przy Placu Obrońców Pokoju 10.
W 1921 roku, na parterze zakupionej kamienicy, Teodor Sapiński otworzył sklep. Handlował artykułami kolonialnymi, delikatesowymi i gospodarczymi: szkłem, porcelaną i naczyniami emaliowanymi. Prowadził również skład nasion. Prowadził sklep przy wielickim Rynku przez trzydzieści lat.

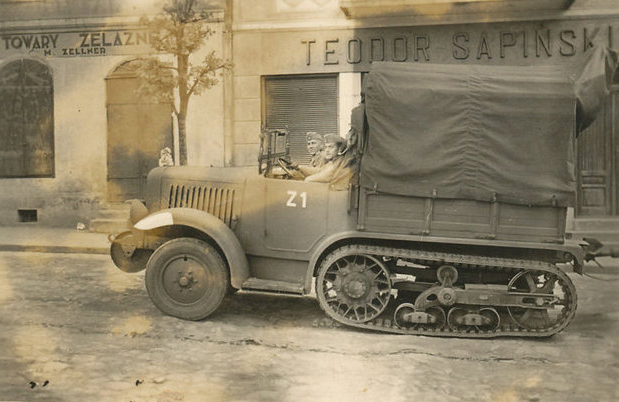
Niemiecki pojazd wojskowy na Rynku Górnym w Wieliczce, w czasie okupacji niemieckiej (1939–1945). Z tyłu sklep Teodora Sapińskiego pod numerem 10

Miał opinię „solidnego kupca i dobrego fachowca w dziedzinie handlu”. Był wybierany na rzeczoznawcę przez handlowe władze wojewódzkie. Razem z Szarskim z Krakowa, hurtownikiem handlu międzynarodowego, był wybierany do władz terenowych organizacji kupieckich. Przez szereg lat był prezesem wielickiego Oddziału Krakowskiej Kongregacji Kupieckiej.

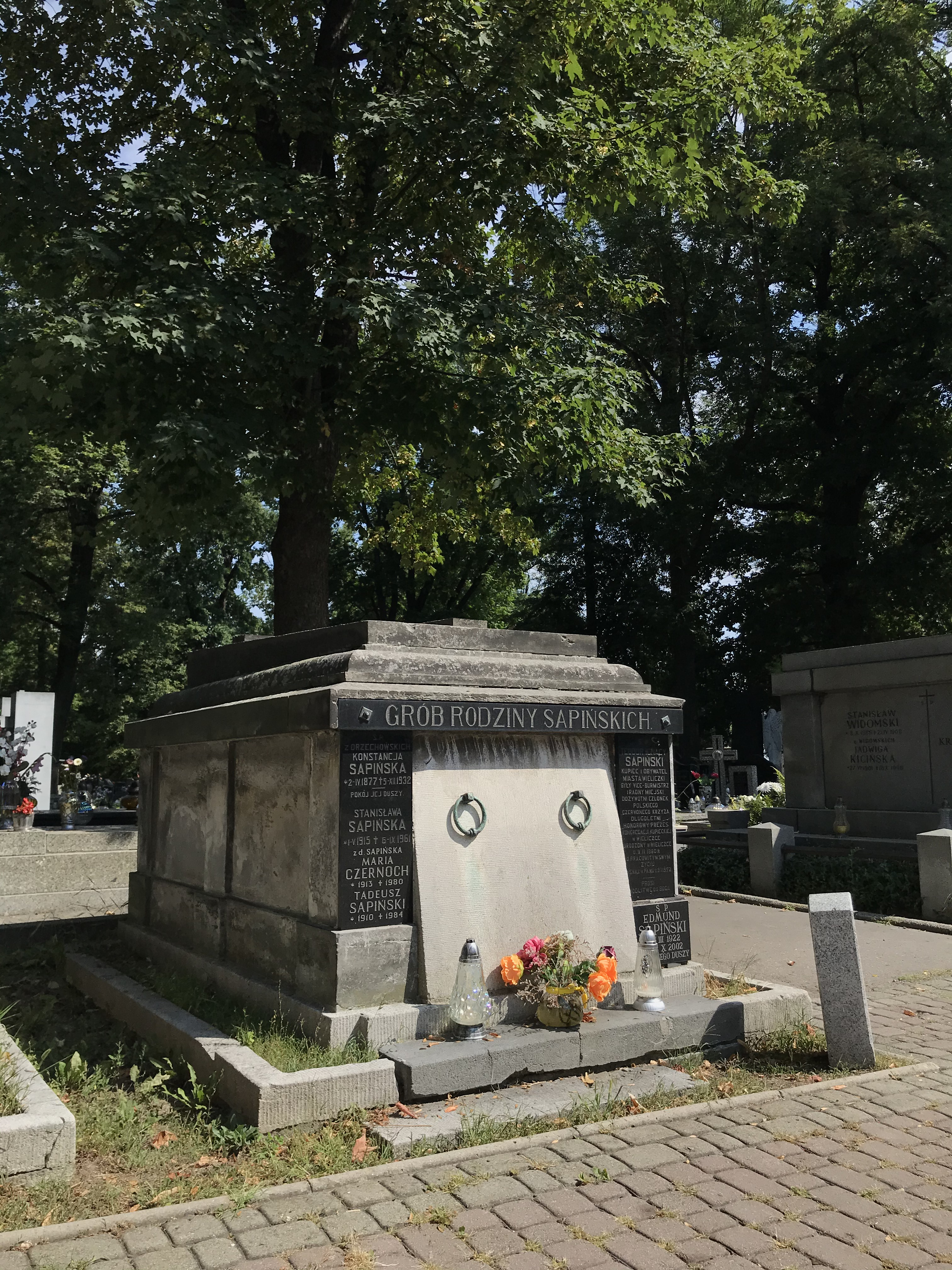
Grobowiec rodziny Sapińskich na cmentarzu w Wieliczce, w którym złożono szczątki Teodora Sapińskiego

Jako kupiec „znany z uczciwości był poważany przez Wieliczan”. Był wybierany na radnego miejskiego. W latach 1922–1930 jako radny Wieliczki pracował w komisjach: Podatkowej, Finansowej, Sanitarnej i Drogowej. Pełnił również funkcję zastępcy burmistrza miasta Wieliczki.
W kamienicy w Rynku Górnym 10 jedno mieszkanie zajmował Teodor Sapiński wraz z żoną, a drugie jego brat Marceli Sapiński z rodziną. Po śmierci swojej bratowej Joanny Sapińskiej, w 1920 roku Teodor Sapiński wraz z żoną adoptowali najmłodszą córkę Marcelego Sapińskiego, Stanisławę (1915–1961), kształcąc ją w gimnazjum i średniej szkole handlowej. Stanisława Sapińska pracowała w sklepie swojego stryja przy wielickim Rynku. W sklepie tym pracowała również jako panna jej siostra, Maria Sapińska (1913–1980).
W okresie okupacji niemieckiej Teodor Sapińśki był współorganizatorem Wielickiej Delegatury Rady Głównej Opiekuńczej.

### Ostatnie lata
II wojna światowa i dewaluacja pieniądza „pochłonęła znaczne oszczędności Teodora Sapińskiego. Dodatkowo po wojnie handel nie przynosił dużo zysku. Ludność była biedna, istniała duża konkurencja, niemal w każdej kamienicy był sklep”. Teodor Sapiński prowadził sklep do 1950 roku.
Zmarł 8 stycznia 1952 roku, w wieku siedemdziesięciu dwóch lat. Został pochowany dwa dni później na Cmentarzu Komunalnym w Wieliczce, w grobowcu rodzinnym, w kwaterze IX. W jego pogrzebie „uczestniczyły rzesze wieliczan”.
Według spisanych przez jego bratanka Tadeusza Sapińskiego wspomnień, Teodor Sapiński „był człowiekiem towarzyskim, życzliwym, wyrozumiałym na okresowy brak pieniędzy u niektórych klientów jego sklepu. Jako sprzedawca był uprzejmy i uśmiechnięty”. Pomagał licznej rodzinie w kształceniu dzieci.